# Зла жінка
«Зла жінка» (англ. A Wicked Woman) — американська мелодрама режисера Чарльза Бребіна 1934 року.

## Сюжет
Щоб врятувати своїх дітей від скаженого батька, Наомі вбиває свого чоловіка і укладає угоду з Богом: якщо вона залишиться на волі протягом десяти років, то після закінчення терміну віддасть себе в руки правосуддю.

## У ролях
- Маді Кристіянс — Наомі Трайс
- Джин Паркер — Розанна
- Чарльз Бікфорд — Нейлор
- Бетті Фернесс — Янсі
- Вільям Генрі — Кертіс
- Джекі Сірл — Кертіс, в дитинстві
- Бетті Джейн Грехем — Янсі, в дитинстві
- Мерлін Гарріс — Розанна, в дитинстві
- Пол Гарві — Ед Трайс
- Зельда Сірс — Грам Тіг
- Роберт Тейлор — Білл Рентон
- Стерлінг Голлоуей — Пітер
- Джорджи Біллінгс — Недді
- Девітт Дженнінгс — шериф